# Municipio de Hudson (Arkansas)
El municipio de Hudson (en inglés: Hudson Township) está ubicado en el condado de Newton, en el estado de Arkansas, Estados Unidos. En el año 2010 tenía una población de 327 habitantes y una densidad poblacional de 6,66 personas por km².

## Geografía
El municipio de Hudson se encuentra ubicado en las coordenadas 35°56′10″N 93°14′34″O / 35.93611, -93.24278. Según la Oficina del Censo de los Estados Unidos, el municipio tiene una superficie total de 49,08 km², de la cual 48,88 km² corresponden a tierra firme y (0,41%) 0,2 km² es agua.

## Demografía
Según el censo de 2010, había 327 personas residiendo en el municipio de Hudson. La densidad de población era de 6,66 hab./km². De los 327 habitantes, el municipio de Hudson estaba compuesto por el 97,55% blancos,  el 0,92% eran amerindios y el 1,53% pertenecían a dos o más razas. Del total de la población, el 1,22% eran hispanos o latinos de cualquier raza.